# Love, Me
Love, Me è il primo EP della cantante canadese Lennon Stella, pubblicato il 16 novembre 2018 su etichetta discografica Columbia Records.

## Tracce
1. Bad – 2:58 (Lennon Stella, Kennedi Lykken)
2. Breakaway – 3:46 (Lennon Stella, Jarryd James, Kate York)
3. Feelings – 3:44 (Lennon Stella, Ajay Bhattacharya, Hayley Gene Penner)
4. La Di Da – 3:29 (Lennon Stella, Emily Warren)
5. Fortress – 2:54 (Lennon Stella, Maureen McDonald)

## Classifiche
| Classifica (2018) | Posizione massima |
| ----------------- | ----------------- |
| Canada            | 60                |